# Matilde Pérez Mollá
Matilde Pérez Mollá, född 1858, död 1936, var en spansk politiker.
Hon var borgmästare i Quatretondeta 1924-1930. Hon var Spaniens första kvinnliga borgmästare. 